# Liste antiker Ortsnamen und geographischer Bezeichnungen/Lu
| Lateinischer Name       | Griechischer Name                  | Beschreibung                                          | Heute | Quellen und Verweise | Lage |
| ----------------------- | ---------------------------------- | ----------------------------------------------------- | --- | -------------------- | ---- |
| Luanci                  |                                    |                                                       | | Smith;               |      |
| Lubaeni                 |                                    |                                                       | | Smith;               |      |
| Luca                    | Λοῦκα (Louka)                      | Stadt in Etrurien                                     | Lucca in Italien | Smith;               |      |
| Lucania                 | Λευκανία (Leukania)                | Landschaft in Süditalien, Siedlungsgebiet der Lukaner | in etwa die Region Basilicata                                                                                             | Smith;               |      |
| Lucanus                 | Λούκανος (Loukanos)                | Fluss in Bruttium                                     | | Smith;               |      |
| Luceium                 |                                    |                                                       | | Smith;               |      |
| Lucenses                |                                    |                                                       | | Smith;               |      |
| Lucentum                | Λούκεντον (Loukenton)              | Stadt in Hispania Tarraconensis                       | Alicante in Spanien | Smith;               |      |
| Luceria                 |                                    |                                                       | | Smith;               |      |
| Lucinae Oppidum         |                                    |                                                       | | Smith;               |      |
| Lucopibia               |                                    |                                                       | | Smith;               |      |
| Lucretilis Mons         |                                    |                                                       | | Smith;               |      |
| Lucrinus Lacus          |                                    |                                                       | | Smith;               |      |
| Lucus                   |                                    |                                                       | | Smith;               |      |
| Lucus Angitiae          |                                    |                                                       | | Smith;               |      |
| Lucus Augusti           |                                    |                                                       | | Smith;               |      |
| Lucus Augusti           |                                    |                                                       | | Smith;               |      |
| Lucus Feroniae, Feronia | Λουχος Φηρονιας (Louchos Feronias) | Heiligtum der Feronia in Latium                       | | Smith;               |      |
| Lucus Hecates           |                                    |                                                       | | Smith;               |      |
| Lucus Maricae           |                                    |                                                       | | Smith;               |      |
| Ludias                  |                                    |                                                       | | Smith;               |      |
| Luentinum               |                                    |                                                       | | Smith;               |      |
| Lugdunum                | Λούγδουνον (Lougdounon)            | Stadt in Gallien                                      | Lyon in Frankreich | Smith;               |      |
| Lugdunum Batavorum      | Λουγόδεινον (Lougodeinon)          | römisches Auxiliarkastell mit Vicus                   | Katwijk-Brittenburg bei Leiden in den Niederlanden                                                                        | Smith;               |      |
| Lugdunum Convenarum     |                                    | Hauptstadt der Konvener                               | Saint-Bertrand-de-Comminges in Frankreich                                                                                 | Smith;               |      |
| Lugeus Lacus            |                                    |                                                       | | Smith;               |      |
| Lugii                   |                                    |                                                       | | Smith;               |      |
| Lugionum                |                                    |                                                       | | Smith;               |      |
| Luguvallum              |                                    |                                                       | | Smith;               |      |
| Lumberitani             |                                    |                                                       | | Smith;               |      |
| Luna                    | Λούνα (Louna)                      | Stadt in Etrurien                                     | bei Luni Mare, einem Ortsteil der Gemeinde Ortonovo in der Provinz La Spezia in Italien                                   | Smith;               |      |
| Lunae Montes            |                                    |                                                       | | Smith;               |      |
| Lunae Portus            |                                    |                                                       | | Smith;               |      |
| Lunae Promontorium      |                                    |                                                       | | Smith;               |      |
| Lunarium Promontorium   |                                    |                                                       | | Smith;               |      |
| Lungones                |                                    |                                                       | | Smith;               |      |
| Lunna                   |                                    | Ort in Gallien                                        | nahe Belleville in Frankreich                                                                                             | Smith;               |      |
| Lupia                   |                                    |                                                       | | Smith;               |      |
| Lupiae                  |                                    |                                                       | | Smith;               |      |
| Lupodunum               |                                    |                                                       | | Smith;               |      |
| Lupphurdum              |                                    | Ort in Germania magna                                 | | Smith;               |      |
| Luppia                  |                                    |                                                       | | Smith;               |      |
| Luppia                  |                                    |                                                       | | Smith;               |      |
| Lusi                    |                                    |                                                       | | Smith;               |      |
| Lusitania               | Λυσιτανία (Lysitania)              | römische Provinz auf der iberischen Halbinsel         | Portugal bis hinauf zum Douro, sowie Teile des westlichen Spanien, insbesondere die Extremadura und die Provinz Salamanca | Smith;               |      |
| Lusius                  |                                    |                                                       | | Smith;               |      |
| Lusones                 |                                    |                                                       | | Smith;               |      |
| Lussonium               |                                    |                                                       | | Smith;               |      |
| Lutetia Parisiorum      |                                    | Stadt in Gallien                                      | Paris in Frankreich | Smith;               |      |
| Luteva                  |                                    |                                                       | | Smith;               |      |
| Lutia                   |                                    |                                                       | | Smith;               |      |
| Luttomagus              |                                    |                                                       | | Smith;               |      |
| Luxia                   |                                    |                                                       | | Smith;               |      |
| Luxovium                |                                    | Stadt in Gallien                                      | Luxeuil-les-Bains in Frankreich                                                                                           | Smith;               |      |